# Orden sv. Silvestra
Orden sv. Silvestra, pape i mučenika, papinski orden. Jedan je od petorih papinskih ordena. Hijerarhijski se nalazi iza Vrhovnog ordena Krista, Ordena zlatne ostruge, Ordena bl. Pija IX. i Ordena sv. Grgura Velikog. Ustanovljen je 1841. godine. Među osobe koje su dobile Orden sv. Silvestra ubraja se Oskar Schindler, Antun Mavretić i ostali.